# ルー・ゲーリッグ
ヘンリー・ルイス・ゲーリッグ（Henry Louis Gehrig, ドイツ語: Heinrich Ludwig Gehrig（ハインリヒ・ルートヴィヒ・ゲーリヒ）, 1903年6月19日 - 1941年6月2日）は、メジャーリーグのプロ野球選手（内野手）。ニューヨーク州ニューヨーク市生まれ。左投左打。1920年代から1930年代にかけてニューヨーク・ヤンキースで活躍した。三冠王をはじめ、打撃タイトルを多数獲得し、史上最高の一塁手と称される。

## 概要
ゲーリッグは毎日プレーを厭わないその頑丈さから鉄の馬（Iron Horse）と呼ばれ、1925年から1939年の14年間に渡り、当時の世界記録となる2130試合連続出場を果たした。しかし、1939年、体調異変を感じて自ら欠場を申し入れ、記録は途切れた。後の診断で筋萎縮性側索硬化症と診断されたゲーリッグは引退を決意した（この病気は「ルー・ゲーリッグ病」と称されることもある）。
ゲーリッグが現役生活の晩年に手のレントゲン撮影を行ったところ、手だけで17もの骨折箇所が見つかった。連続出場はこれほどまでに身体に負担を強いており、筋萎縮性側索硬化症の発症がなくても、遠からずその記録は途切れていただろうと推察される。
記録のためにただ出場を続けていたわけではなく、MLB史上に残る非常に優れた打者でもあった。17年間で2000近い打点を挙げ、生涯打率は.340（歴代17位）。通算の長打率とOPSは歴代3位、出塁率でも歴代5位の.447と、打席に立てばほぼ2回に1回は塁に出た。オールスターに7回選ばれ（オールスターは1933年が初開催）、1927年と1936年にはアメリカンリーグMVPを受賞、1934年には三冠王を獲得している。
1939年に当時史上最年少で殿堂入りを果たし、MLB史上初めて自身の背番号「4」が永久欠番に指定された選手にもなった。
ゲーリッグは1941年6月2日に37歳で死去し、翌1942年にゲーリッグの半生を描いた『打撃王』が公開された。
ゲーリッグの連続試合出場記録は当初不滅の記録と思われていたが、1987年6月13日、日本の衣笠祥雄（広島）に更新され、MLBでは1995年9月6日にカル・リプケン・ジュニア（ボルチモア・オリオールズ）によって更新された。
その他のニックネームには"Columbia Lou"、"Biscut pants"、"Larrupin' Lou"というものがあった。

## 野球人生

### プロ入り前
ドイツ系移民である父ハインリヒと母クリスティーナ・ファクの息子としてニューヨーク市に生まれる。父親はてんかんを患っていたため、母親が生計を立てていた。両親は野球でゲーリッグが食べていけるとは思っておらず、母親は叔父がドイツで建築家として成功していたため、息子も同じ道を歩ませようとしていた。
初めて野球で全国の注目を集めたのは、1920年6月26日のカブス・パーク（現在のリグレー・フィールド）で行われた試合であった。ゲーリッグのニューヨーク商業高校とシカゴのレーン工業高校との対戦で、8回まで8-6で勝っている中、9回表に場外満塁本塁打を打ち試合を決定付けた。

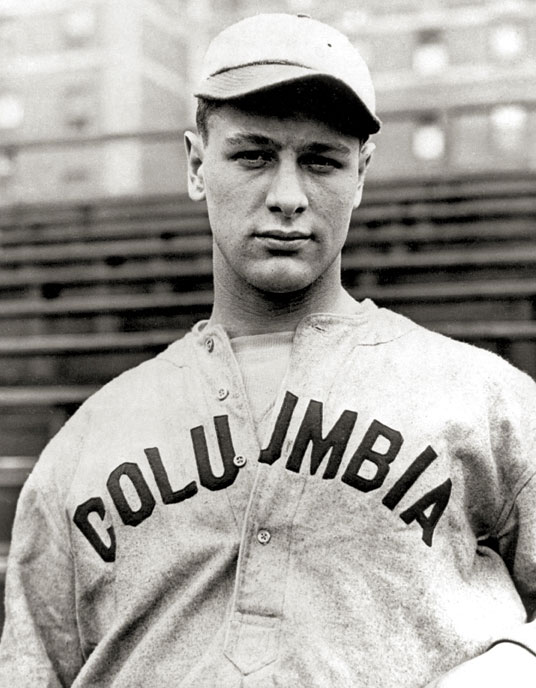
大学時代のゲーリッグ（1921年）

ゲーリッグはコロンビア大学に通ったが、同チームの野球部では試合に出場することができなかった。その理由は大学1年生の夏休みに夏季プロリーグでプレーしてしまったためで、当時のゲーリッグはこれにより大学で野球に限らず全てのスポーツをプレーできなくなる可能性を認識していなかった。しかし、結果的にはアメリカンフットボール部での試合出場が認められ、フルバックとして活躍した。
息子の野球での活躍が新聞などで報じられるにつれ、母親も息子が野球選手を職業にできるかもしれないと思うようになってきた。ゲーリッグ自身も、当時熱心に誘ってくれたヤンキースと契約を結ぶか大学に残って卒業するかを迷ったが、母親が肺炎を患ったため、ヤンキース入りを決断し、契約金で医療費を賄うことにした。さらには残余金で、両親に初めての旅行をプレゼントした。

### ヤンキースでの活躍
1923年の途中からヤンキースの一員となり、同年6月15日には代打としてメジャーデビューを果たす。最初の2年間は出場機会も限られており、1923年のワールドシリーズのメンバーには登録されなかった。当時の看板選手であるベーブ・ルースの直接指導の甲斐もあって1925年にはレギュラーに定着し、437打席で打率.295、20本塁打68打点を挙げた。
翌1926年に主力打者として大きく開花し、打率.313に47本の二塁打と、アメリカンリーグでトップの20三塁打、16本塁打、112打点を挙げた。セントルイス・カージナルスと対戦した同年のワールドシリーズでは打率.348で4打点を挙げるものの、ヤンキースは3勝4敗に終わり、世界一にはあと一歩届かなかった。この年、渡米していた日本のセミプロ野球チームの大毎野球団がヤンキースタジアムを訪れており、その際にゲーリッグを「偉大なる体格の持ち主であって打撃は将来恐るべきもので、第二のルースとの噂が高い」と記している。
1927年は記録的な年であった。打率.373、47本塁打175打点に218安打を挙げ、この年の一シーズン117長打はベーブ・ルースに次ぐ歴代2位であり、また447塁打も歴代3位の数字である。ルースとゲーリッグの二枚看板を中心とした強力打線は「マーダラーズ・ロウ（殺人打線）」と呼ばれ、この強力打線を武器にヤンキースは110勝44敗の成績を残し、ピッツバーグ・パイレーツとのワールドシリーズも4連勝で制覇。この年のヤンキースがMLB歴代最強のチームだったとする評価も多い。シーズン60本塁打を放ったルースを差し置いてゲーリッグはア・リーグの年間MVPに選出された（ちなみにゲーリッグとルースの2人でこの年のア・リーグの全本塁打439本の1/4近くを叩き出している。また、この年のア・リーグの本塁打ランキングでルース、ゲーリッグに続いたのが18本のトニー・ラゼリであり、ゲーリッグがルースと並ぶ傑出した長打力の持ち主であることは間違いなかった）。

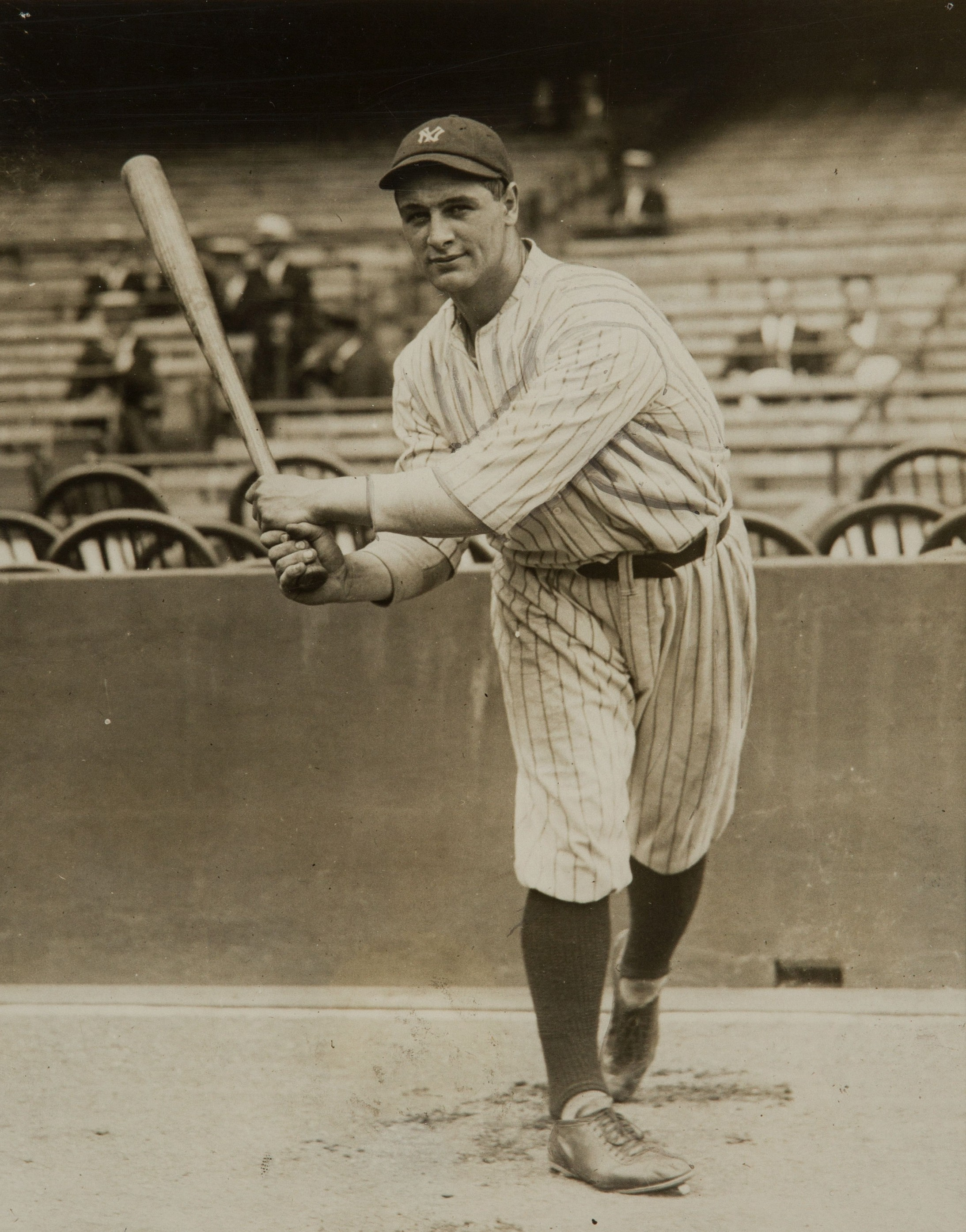
1923年。ニューヨーク・ヤンキースのユニフォームを着用するゲーリッグ

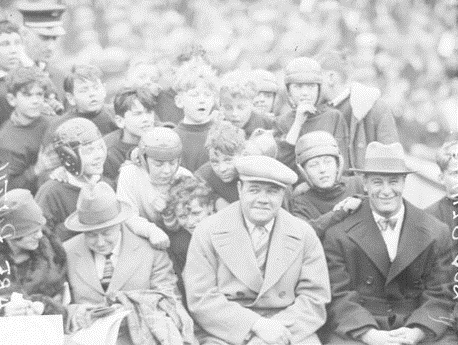
1927年。少年達に囲まれるゲーリッグ（右端）とベーブ・ルース（ゲーリッグの隣）

ルースの陰に隠れがちではあったが、ゲーリッグの得点能力は球史でも随一のものだった。本塁打王に3回、打点王に5回輝き、打率.350以上6回、150打点以上7回、100四球以上11回、200安打以上8回、そして40本塁打以上が5回もあった。1931年の184打点は未だに破られていないア・リーグ記録である。1934年には三冠王も獲得している。「アイアン・ホース」「静かなる英雄」と呼ばれ、陽気なルースに対して物静かなゲーリッグと好対照でよく比較された。
私生活では1933年9月にシカゴ・パークスの支配人フランク・ツイッチェルの娘エレノアと結婚している。のち、エレノア夫人はゲーリッグの晩年と最期を看取り、その時の回顧録を執筆している。

### 2130連続試合出場
1925年6月1日、ゲーリッグは貧打の遊撃手ポール・ワニンガーの代打として登場。翌日にはスランプのレギュラー一塁手ウォーリー・ピップの代役として先発出場した。この時のゲーリッグ起用はチームが不振であったための応急処置的な措置であり、当時のミラー・ハギンス監督がちょくちょく行っていたスタメン変更の一環であった。しかし、ゲーリッグはこの1試合のチャンスでスタメンの座をつかみ、ここから14年に及ぶ連続試合出場記録が始まった。なお、ピップはこのシーズン終了後シンシナティ・レッズにトレードされている。
ゲーリッグの連続出場はもちろん全てがフルイニングというわけではなく（全試合フルイニング出場したシーズンは1931年の1シーズンだけである）、時には代打出場によって続けられた。例として、腰痛の発作に襲われた際には「1番・遊撃手」で登録され安打を打った後すぐに交代したり、審判に抗議して退場となる（連続出場期間中にも6回退場を記録している）が既に打席に立っていたため出場と記録されたこともあった。

### 「何かがおかしい」
1938年シーズンの半ばから、ゲーリッグの成績は段々と下降線をたどり始める。これについて本人は当時「シーズン半ばで疲れてしまった。なぜかはわからないが、何か頑張れる気がしない」と述べている。また、エレノア夫人には30歳の誕生日以来脚に力が入らなくなっていると伝えている。夫人はゲーリッグが脳腫瘍にかかったのかもしれないと心配していた。対戦相手であるデトロイト・タイガースの投手エルデン・オーカーは後年、「ルーが病気になったと聞いたので、私は彼がいつからおかしくなったのか考えた。具体的な日時を言えと言われたら、1938年7月1日頃（この年のシーズン半ば）から、明らかに彼のプレイはおかしくなっていた」と回想している。
ゲーリッグはシーズン前の1938年1月に『ローハイド』という西部劇映画で主演俳優として出演している。映画の中でゲーリッグはビリヤードの球を投げつけたりするなど、一見問題ないようにアクションをこなしていたが椅子から立ち上がるのに手を付いたり、歩くときに少しふらついたりするなどしており、下肢筋力低下の軽い症状があらわれていた。
ゲーリッグは次第に弱々しくなっていき、ロッカールームやフィールド上でさえ突然倒れてしまうこともあった。ほとんどの記者やファンは連続試合出場による疲れだと信じていた。35歳になってはいたが、周りのチームメイトはまだまだ限界ではないと思っていた。結局ゲーリッグは、1938年7月1日を境に、一時的に復調するものの低調のままシーズンを終えることになる。その年のワールド・シリーズでヤンキースはシカゴ・カブス
に4連勝したが、ゲーリッグ自身の成績は14打席中、打率.286、4単打という散々なもので、祝勝会でゲーリッグはウィスキーを何杯もがぶ飲みしてひどく荒れていたという。
少なくともゲーリッグの1938年の成績は打率.295、29本塁打、114打点とリーグ平均を遥かに上回っており、ルースの引退間際の成績さえ大きくしのいでいた。ただ、親友でもあったビル・ディッキーはゲーリッグの異変に気づいており、ある日ケチャップのボトルを持ち上げられず、代わりにディッキーが取り上げてやったエピソードが残っている。1938年の暮れになると、道路のわずかな段差でも頻繁につまずくようになり、得意だったアイススケートでも頻繁に転ぶようになった。
シーズン終了後、ゲーリッグはニューヨークの専門家に話を聞きに行ったところ、胆嚢に問題があるという専門家の診断を受けた。エレノア夫人はこの見立てに疑いを隠さなかったものの、ゲーリッグはその診断を信じて治療を任せた。健康を取り戻してヤンキースの勝利に貢献する事を自身の大きな目標とし、それに全力を注ごうとしたのである。ヤンキースに対する忠誠心は強く、球団が年俸の3000ドルダウンを提示してもゲーリッグは素直にそれを受けている。
1939年のスプリングトレーニングが開幕しても、ゲーリッグの気力が回復することはなく、例年通りに激しいトレーニングを行って心を奮い立たせようとしても、状況は改善されなかった。当時、注目の若手選手だったジョー・ディマジオによれば動作全てがスローになり、打撃練習中に以前であればはるか彼方まで飛ばしていたような球ばかりだったにもかかわらず、19回も続けて空振りしたという。
同年のゲーリッグの成績は自己最低の34打席4安打1打点、打率.143であった。さらには走塁面でもキャリアを通じて積極的な走者であったゲーリッグだったが、同年には筋肉のコントロールを失いつつあり走ることさえ困難となっていた。

### 記録の終わり
ジョー・マッカーシー監督は球団首脳部からのゲーリッグをベンチに下げろとの圧力には従わなかったが、ゲーリッグ自身は次第に一塁守備を普通にこなすことも難しくなった。2130試合目の連続出場となった1939年4月30日のワシントン・セネターズ戦では無安打に終わった。この試合で普通のゴロを捕り、一塁ベースに入った投手ジョニー・マーフィーにトスしてアウトにしたが、これを見た二塁手のジョー・ゴードン、捕手のビル・ディッキーが口々にゲーリッグにナイスプレーと言って元気づけた。ごく当たり前のプレーなのにと感じたゲーリッグは引退の潮時とばかり、2日後の5月2日に自ら監督のもとに出向き「俺は下がるよ、ジョー」と伝えた。マッカーシーはこれを承諾し、代わりにエルスワース・ダールグレンを一塁手として起用。ゲーリッグには、もし出たくなったらいつでも出すと伝えた。
責任審判にその日のラインアップ表を渡したのもゲーリッグ自身であったが、この日で彼の14年間に及ぶ大記録は終わり、試合前にタイガー・スタジアムのアナウンサーは「皆さん、これは2130試合ぶりにルー・ゲーリッグが試合に出ない日です」と述べた。
デトロイトの観客はベンチにいるゲーリッグにスタンディングオベーションで大記録の終焉（）を称え、ゲーリッグ本人は涙を浮かべた。

### 筋萎縮性側索硬化症の診断

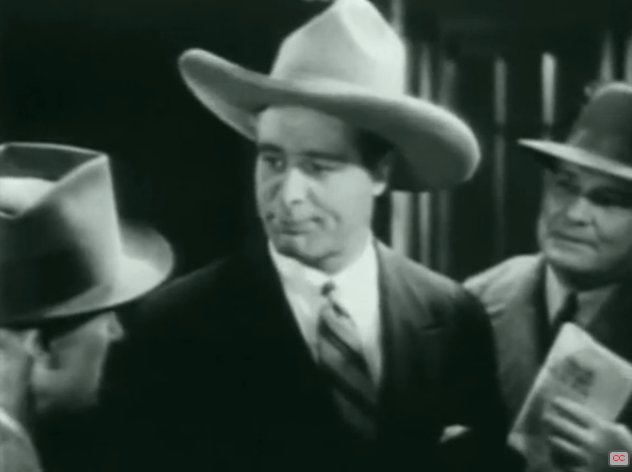
映画『ローハイド』に主演（1938年）

連続出場が途切れた後もゲーリッグはチームに帯同するものの、状態はさらに悪化。6月中旬にはエレノア夫人も再度脳腫瘍の可能性を疑っていた。エレノア夫人は友人からミネソタ州ロチェスターのメイヨー・クリニックにいるチャールズ・メイヨー医師への紹介を受け相談をした。メイヨー自身もゲーリッグの突然の変貌に関心を持っていたようで、すぐに本人を連れて来るように伝えた。エレノアはここで自分にしかゲーリッグの病状を伝えないようにとの条件をつけた。メイヨーはこれに難色を示し、「家の長にしか伝えられない」と述べると、エレノアは「自分が家計簿を握っているので自分が唯一の家長だ」と反論した。
エレノアは直ちに当時ヤンキースが滞在していたシカゴからロチェスターへゲーリッグを連れて行き、メイヨーの診断を1939年6月13日に受ける。最初にゲーリッグを見たハベイン医師は、一目見た瞬間に歩き方や姿勢が明らかにおかしいのを見抜いていた。ゲーリッグの症状は数か月前に自身の母をむしばんでいた筋萎縮性側索硬化症の症状に酷似しており、顔の表情機能の低下や奇妙な歩き方は母親と全く同じように見受けられた。筋萎縮性側索硬化症とは、飲み込むことや話すことが困難になるなど、急激な運動機能の低下の一方、精神機能には一切の低下がなく、急速に不自由になっていく身体を曇りのない意識のもとで認識させられるという難病である。患者は発症後、半数ほどが3年から5年で呼吸筋麻痺により死亡する。
その後6日間ゲーリッグはメイヨー・クリニックで過ごし、ゲーリッグの36歳の誕生日となった6月19日にエレノア夫人とゲーリッグ本人に病名が告知された。
ただしゲーリッグはエレノア夫人に向けた手紙で以下のように記しており、詳しい症状はエレノア夫人にのみ通達されていたという説もある。
| 「 | 悪いニュースがある。筋萎縮性側索硬化症だという事だ。治療法はない……珍しい病気らしいし、感染したのかと思うけどでもチームメイトに伝染したとの話は聞かない。……今のまま暮らせる可能性は半々らしく、10年から15年後には松葉杖の生活かもしれない。野球を続ける事は論外だ…… | 」 |

ゲーリッグはチームに復帰するために到着したワシントンの駅でボーイスカウトの集団に出迎えられた。そこで子供たちに対し手を振り返したが、隣にいた同行者の記者に向け「彼らは俺に幸運を祈っているよ、俺は死にそうなのに」と語ったという。
6月21日にヤンキースはゲーリッグの引退を発表。しかしキャプテンとしてチームに帯同すると述べた。

### 「私はこの世で最も幸せな男です」

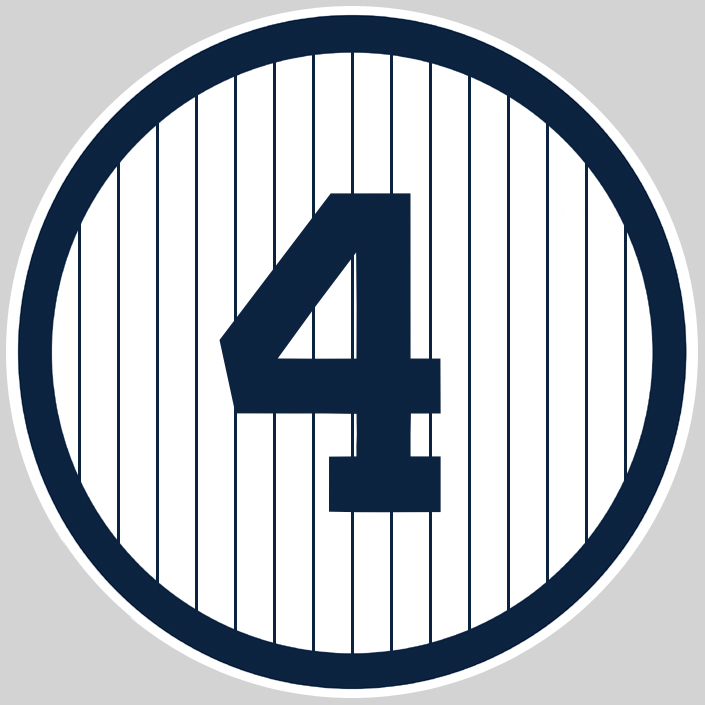
ゲーリッグの背番号「4」。
ニューヨーク･ヤンキースの永久欠番に1939年指定。

1939年7月4日のセネターズとのダブルヘッダーで、ヤンキースはルー・ゲーリッグ感謝デーを制定し、メジャー他チームを含む多数の人々がゲーリッグを祝福しに訪れた。ゲーリッグが初めて勝った1927年のワールドシリーズ制覇の記念旗が掲げられ、当時のナインもゲーリッグのために式典に訪れた。
ニューヨーク市長フィオーレロ・ラガーディアも訪れ、当時現役を引退していたベーブ・ルースもスピーカーとして招かれた。ゲーリッグの成績上昇期はちょうどルースの下降期と重なったため、ルースはゲーリッグの連続出場記録を皮肉って、たまには休んだり釣りに行った方がいいんじゃないかと記者に述べる事もあった。しかしこの日のスピーチでは、皮肉ではなく、心から一緒に釣りに行きたいと述べ、ライバルを称えた。2人がこのように親密さを示したのは、ゲーリッグの妻がルースと関係を持っていると一部メディアで報じられて以来初めてだった。
また、マッカーシー監督はスピーチをしたら泣き出してしまいそうだと述べ、なかなかこの依頼を受けようとはしなかった。結果的にマッカーシー監督はゲーリッグについて「野球人、スポーツマン、そして一般市民としての素晴らしい例であり、野球というスポーツが出会った最良の人材である」と述べ、その後ゲーリッグに「ルー、君が『チームに迷惑をかけるので辞めます』と言いにきたあの日の悲しいデトロイトでの夜が、俺の人生の中で最も悲しい日のうちの一つだった。他に何が言えるかい？」と泣き顔で振り返った。
ヤンキースはゲーリッグの背番号「4」をMLB史上初の永久欠番に指定。背番号制が導入されたのがゲーリッグのキャリア開始後の1929年であったため、彼の他にヤンキースで背番号4を付けた選手はいない。この日ゲーリッグはさまざまなVIPやスタジアムのグラウンドキーパー、用務員などからも贈り物をもらい、球団は銀のトロフィーをプレゼントした。
式典の後、この日の担当者マーサーはゲーリッグが泣き崩れているのを見て、「今日はゲーリッグにスピーチをしてくれとは言わないことにします。そうしない方が良いと思います」と述べ、マイクを片付けた。ゲーリッグもマッカーシーとフィールドを去っていったが、観客からゲーリッグコールが湧き上がり、本人もフィールドに戻りスピーチを始めた。ゲーリッグは歴史に残る名スピーチを行った。
| 「 | ファンの皆様、ここ2週間に私が経験した不運についてのニュースをご存知でしょう。しかし、今日、私は、自分をこの世で最も幸せな男だと思っています。私は選手として球場へ17年間通い続けてきましたが、いつもファンの皆様からご親切と激励をいただきました（Fans, for the past two weeks you have been reading about a bad break. Yet today I consider myself the luckiest man on the face of the Earth. I have been in ballparks for seventeen years and have never received anything but kindness and encouragement from you fans.）。……こちらにいらっしゃる偉大な方々をご覧下さい。例え一日でもこのような方々とともに同じ場所にいられることは最高の栄誉ではないでしょうか? 私は間違いなく幸せ者です。ジェイコブ・ルパートと知り合えて名誉だと思わずにいられない人がいるでしょうか? 最上の野球帝国を築き上げたエド・バローと知り合えたことを名誉だと思えない人は? 6年間過ごしてきた素晴らしい小さな仲間でもあるミラー・ハギンスと知り合えたことは? その後の9年間を、卓越した指導者であり、人の心理を読むことに長けた、知る限りもっとも素晴らしい監督のジョー・マッカーシーと知り合えたことを名誉と思わない人は? そんな人はいないでしょう。私は間違いなく幸せ者なのです（Look at these grand men. Which of you wouldn't consider it the highlight of his career just to associate with them for even one day? Sure, I'm lucky. Who wouldn't consider it an honor to have known Jacob Ruppert? Also, the builder of baseball's greatest empire, Ed Barrow? To have spent six years with that wonderful little fellow, Miller Huggins? Then to have spent the next nine years with that outstanding leader, that smart student of psychology, the best manager in baseball today, Joe McCarthy? Sure, I'm lucky.）。……ニューヨーク・ジャイアンツという、常に闘争心を駆り立ててくれたチームの選手から贈り物をいただき、グラウンド整備の担当者やホットドッグ売りの少年たちからも記念のトロフィーを貰えるなどということも素晴らしいという以外にありません。妻との口喧嘩の際に自分の娘よりも私に味方してくれた素敵な義母、さらに両親が懸命に働いてくれたおかげで私が教育を受けられ、そして立派に育つことが出来ました。私は神の祝福を受けたのです。比類のない強さを持ち、考えていた以上に勇気のある女性を妻に出来たことほど嬉しいことはありません（When the New York Giants, a team you would give your right arm to beat, and vice versa, sends you a gift - that's something. When everybody down to the groundskeepers and those boys in white coats remember you with trophies — that's something. When you have a wonderful mother-in-law who takes sides with you in squabbles with her own daughter — that's something. When you have a father and a mother who work all their lives so you can have an education and build your body — it's a blessing. When you have a wife who has been a tower of strength and shown more courage than you dreamed existed - that's the finest I know.）。……つまりは、私を不運だとおっしゃる方もいるかもしれませんが、数え切れないほど多くの人々からの愛情を受けている私の人生は本当に幸せなものなのです（So I close in saying that I might have been given a bad break, but I've got an awful lot to live for.）。……ありがとう（Thank you.）。 | 」 |

観客は立ち上がり、約2分間スタンディングオベーションが続いた。ゲーリッグはマイクから離れて大きくよろけ、頬から流れる涙をハンカチでふき取った。球場内で「あなたを心から愛してる」が演奏され、聴衆が「ルー、私たちはあなたを愛してます」と歌詞を替えて歌う間、ルースはゲーリッグにかけ寄り、彼を優しく抱きしめた。翌日の『ニューヨーク・タイムズ』は「今まで野球場で見た光景の中で最も感動した場面の一つ」と報道し、ハードボイルドで知られた非情な記者たちさえも「懸命に涙をこらえていた」と伝えた。ダブルヘッダーの第2試合が終了してビル・ディッキーと一緒にヤンキー・スタジアムを後にしたゲーリッグは彼の親友にはっきりとした口調で「ビル、今日のことはずっと先まで覚えておくつもりだ」と語った。ジョー・ディマジオは野球場で二度涙を流したが、最初に泣いたのがこのゲーリッグのイベントであった（2度目は1949年10月1日のジョー・ディマジオ感謝デー）。
テレビが普及していなかったこの時代、「私はこの世で最も幸せな男です」というセリフは3年後に公開された映画『打撃王』で広く知られた。このセリフはアメリカ映画協会（AFI）が「AFIアメリカ映画100年シリーズ」の一環として選定した『アメリカ映画の名セリフベスト100』の38位に選ばれた。しかし映画と実際のスピーチには異なる点があり、語られた元オーナーやGM、また球団の裏方、相手チームへの感謝が削られ、代わりに新聞記者への感謝が加わっている。また、「最も幸せな男」をゲーリッグは最初に語っているが、映画では最後に語るよう変えられている。

## 引退後

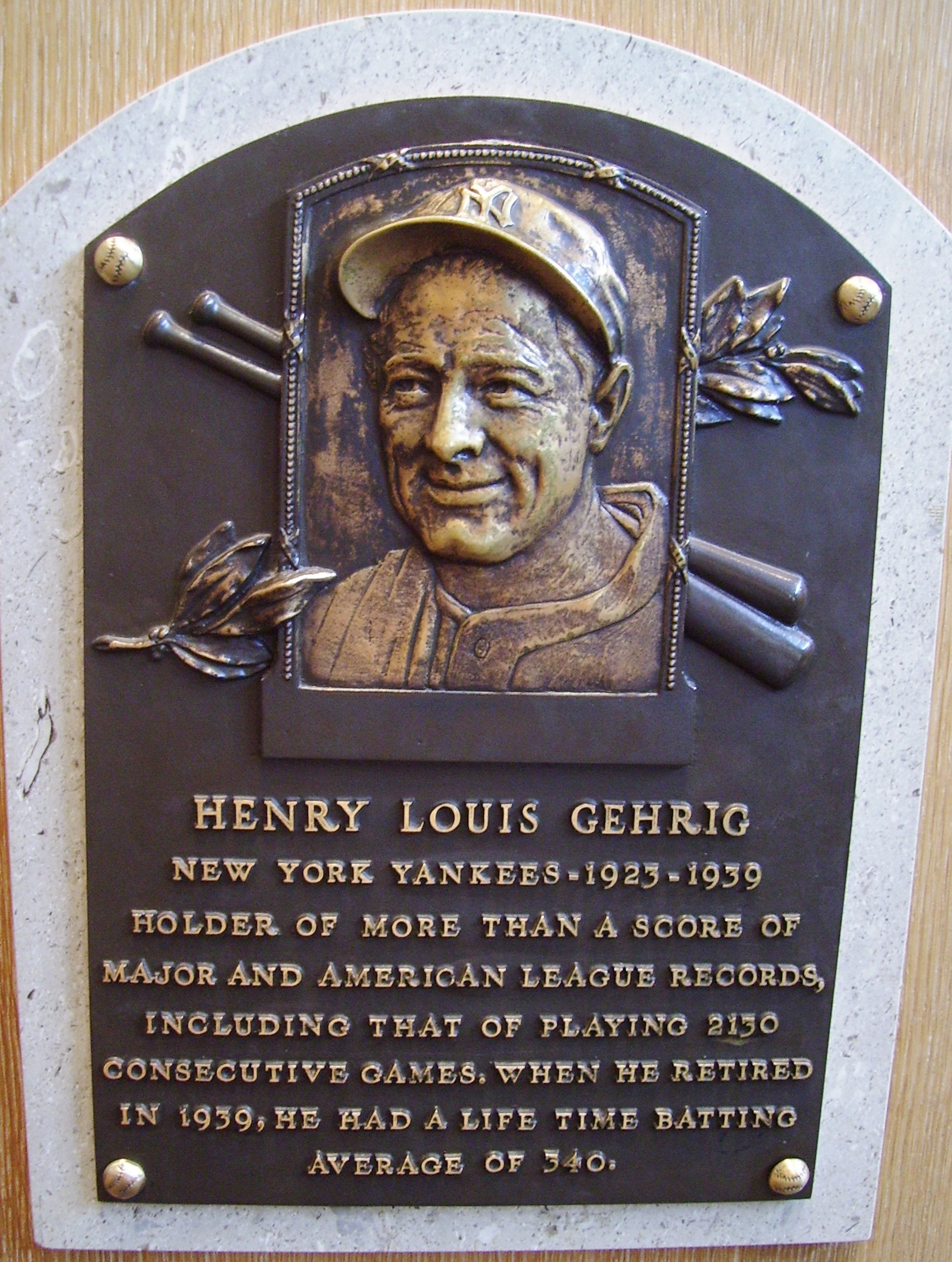
野球殿堂博物館にあるレリーフ

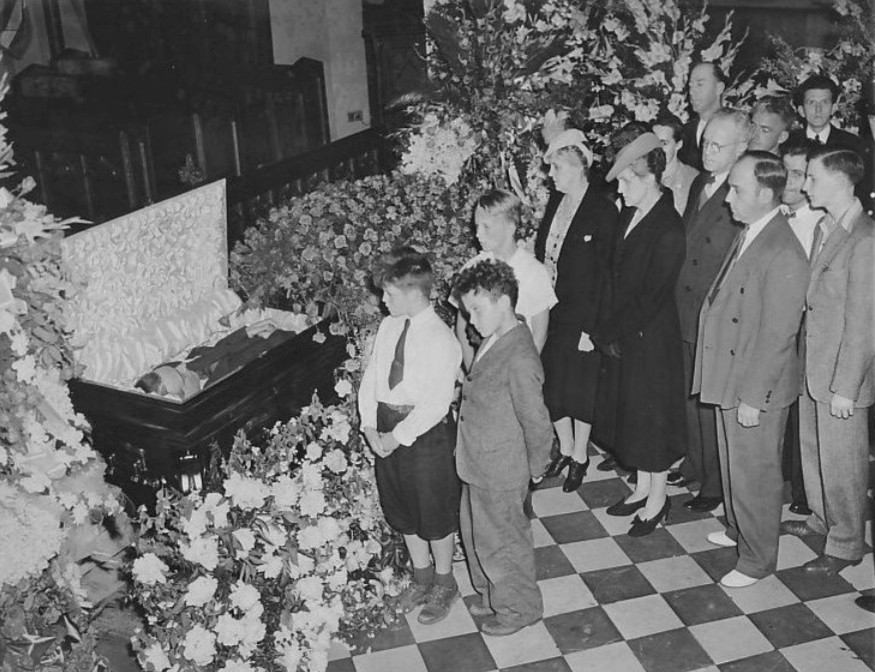
1941年6月4日。葬儀にて一般公開されたゲーリッグの遺体

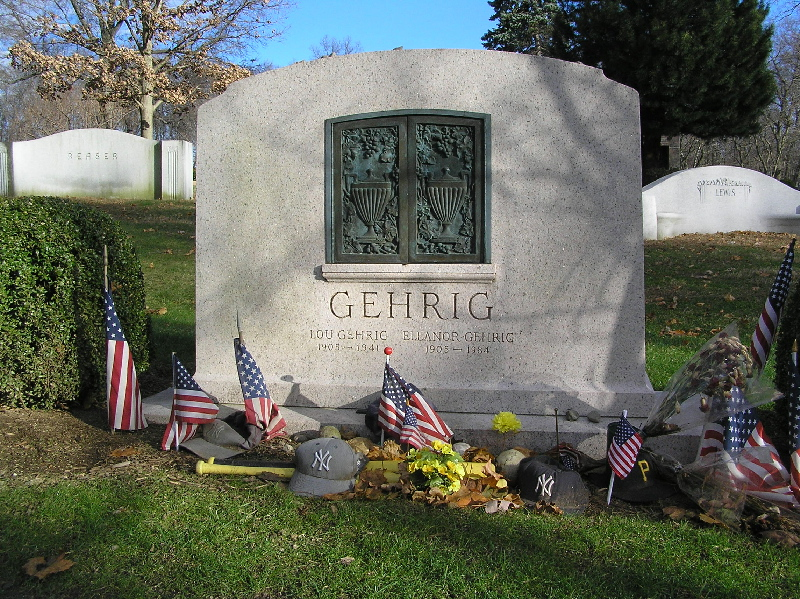
ゲーリッグ夫妻の墓。ニューヨーク州ヴァルハラ・ケンシコ墓地に建てられている

ゲーリッグの引退後、ヤンキースの首脳部はゲーリッグが経済的に困らないよう全ての手を尽くすと述べ、フロント入りすることになっていた。当時の規則によると1939年の年俸は全て支払われることになっており、また病の進行によって歩けなくなるまで試合の観戦も続けた。アメリカ野球殿堂への投票権を持つ全米野球記者協会（BBWAA）もゲーリッグの病の状況を考慮し、特例としてゲーリッグに対する特別投票が行われ、殿堂入りが決定した。36歳という当時史上最年少での殿堂入りにもかかわらず、病により式典に参加することはできなかった。
ゲーリッグの病状を診断したメイヨー・クリニックもデスクワークならまだ出来ると想定していたものの、首脳部はフロント入りの約束をほごにして、ゲーリッグに違う仕事を探した方が良いと示唆。これに対しゲーリッグは激怒した。1939年10月、ラガーディアに請われて、10年任期の仮釈放委員会委員に就任した。ゲーリッグはこの仕事に意欲的に取り組んだ。同僚委員の回想によると、ゲーリッグは夫人同伴で出勤し、夫人の介助の下で囚人との面談や仮釈放審査の業務に当たっていた。囚人との面談のときはいつも動かない両手を机の上に乗せたまま囚人の話を熱心に聞いた。囚人が「俺の人生はツイていないんだ」と愚痴や同情を引くような話を長々としても、黙って最後まで聞いたという。また、ゲーリッグは「俺もツイていないんだぞ」とは決して口にしなかった。ラガーディアはゲーリッグの仕事ぶりに大変満足していたと伝えられている。ゲーリッグは死の1か月前まで仮釈放委員会のオフィスに出勤して仕事をしていたが、次第に歩けなくなり車椅子の使用も拒否したことからニューヨーク郊外・リバーデイルの自宅にて完全に寝たきりの生活になった。この頃、発見されたばかりのビタミンEが奇跡を願って投与されたが、何ら効果をあげることはなかった。1941年5月下旬、ヤンキースの外野手、ジョージ・セルカークが病床のゲーリッグを見舞った時には最盛期93キロあった体重がわずか41キロしかなかったという。それでもゲーリッグは「良くなったらトレーニングを始めるよ」と弱々しく語った。
1941年6月2日に没。37歳。38歳の誕生日の17日前だった。ラガーディア市長は市内全域に半旗を掲げることを命令した。
エレノア夫人はゲーリッグの死後に一度も再婚せず、残りの人生は筋萎縮性側索硬化症の研究を支援することに捧げた。エレノアは1984年3月6日、80歳の誕生日に、夫の死から43年後に逝去した。晩年に出版した回顧録の中では「他の男性に20年間どんなに尽くしていただいたとしても、あの方と過ごした2分間に得ることのできた喜びや悲しみと引き替える気にはなれません」と述べている。
ゲーリッグが達成したMLBでの歴代1位記録はふたつあり、いずれも後年、記録を塗り替えられている。
- 2130試合連続試合出場記録 - 前述の通り、1995年にカル・リプケンによって更新。
- 通算満塁本塁打23本 - 2013年にアレックス・ロドリゲスによって更新。

それでも通算打点1995打点は、2022年シーズン終了時点で現在MLB歴代6位で、これを上回るのはハンク・アーロン（2297打点・755本塁打）、アルバート・プホルス（2217打点・703本塁打）、ベーブ・ルース（2213打点・714本塁打）、アレックス・ロドリゲス（2086打点・696本塁打）、バリー・ボンズ（1996打点・762本塁打）の5人で、いずれもが歴代通算本塁打トップ5であり、ゲーリッグ自身通算本塁打は493本塁打であること、またゲーリッグ自身の現役が17シーズン、出場機会の少なかった最初の2年間と引退した1939年を除けば実質14シーズンだったことを考えれば驚異的な記録と言える。
1999年にはMLBオールセンチュリー・チームに選ばれている。得票数は全選手中でトップだった。
2009年、引退70周年を記念して、MLB機構はALS関連の4団体を支援し、7月4日の試合ではセブンス・イニング・ストレッチの時にゲーリッグのスピーチが放送された。
2010年にゲーリッグは筋萎縮性側索硬化症ではなくCTEMという症状の似た別の病気だったという説が提唱されたが、CTEMは特殊な状態の組み合わせでしか発症しない極めてまれな病気であるためその可能性は低いと否定されている。
2021年、MLBは「ルー・ゲーリッグ・デー」を制定し、毎年6月2日にALSの啓発運動や募金を行っている。この6月2日は1925年にゲーリッグがヤンキースの一塁手としてレギュラー選手に昇格した日であり、1941年にゲーリッグが死去した命日でもある。

## 日本との関わり
1931年と1934年に読売新聞社主催の日米野球において、全米選抜チームの一員として2度来日。大日本東京野球倶楽部（現：読売ジャイアンツ）のルーツとなる全日選抜チームに対し、9戦全勝と圧倒している。沢村栄治の好投による「あわや完封負け」の危機から全米軍を救ったのがゲーリッグのソロ本塁打による1点だった。しかし沢村にまつわる不滅の伝説である「全米軍のクリーンナップを4連続奪三振」の中には、ゲーリッグもその名を連ねている。

## 伝記映画
死去の翌年の1942年、サム・ウッド監督による伝記映画『打撃王』（The Pride of the Yankees）が制作・公開された。原作はポール・ギャリコの『ルー・ゲーリッグ ヤンキースの誇り』。ゲーリッグ役をゲイリー・クーパーが演じた。ベーブ・ルースはじめヤンキース時代のメンバーの何人かも本人役で出演している。

## 詳細情報

### 年度別打撃成績
| 年 度     | 球 団     | 試 合 | 打 席 | 打 数 | 得 点 | 安 打 | 二 塁 打 | 三 塁 打 | 本 塁 打 | 塁 打 | 打 点 | 盗 塁 | 盗 塁 死 | 犠 打 | 犠 飛 | 四 球 | 敬 遠 | 死 球 | 三 振 | 併 殺 打 | 打 率 | 出 塁 率 | 長 打 率 | O P S |
| --------- | --------- | ----- | ----- | ----- | ----- | ----- | -------- | -------- | -------- | ----- | ----- | ----- | -------- | ----- | ----- | ----- | ----- | ----- | ----- | -------- | ----- | -------- | -------- | ----- |
| 1923      | NYY       | 13    | 29    | 26    | 6     | 11    | 4        | 1        | 1        | 20    | 9     | 0     | 0        | 1     | --    | 2     | --    | 0     | 5     | --       | .423  | .464     | .769     | 1.233 |
| 1924      | NYY       | 10    | 13    | 12    | 2     | 6     | 1        | 0        | 0        | 7     | 5     | 0     | 0        | 0     | --    | 1     | --    | 0     | 3     | --       | .500  | .538     | .583     | 1.121 |
| 1925      | NYY       | 126   | 497   | 437   | 73    | 129   | 23       | 10       | 20       | 232   | 68    | 6     | 3        | 12    | --    | 46    | --    | 2     | 49    | --       | .295  | .365     | .531     | .896  |
| 1926      | NYY       | 155   | 696   | 572   | 135   | 179   | 47       | 20       | 16       | 314   | 112   | 6     | 5        | 18    | --    | 105   | --    | 1     | 73    | --       | .313  | .420     | .549     | .969  |
| 1927      | NYY       | 155   | 717   | 584   | 149   | 218   | 52       | 18       | 47       | 447   | 175   | 10    | 8        | 21    | --    | 109   | --    | 3     | 84    | --       | .373  | .474     | .765     | 1.239 |
| 1928      | NYY       | 154   | 677   | 562   | 139   | 210   | 47       | 13       | 27       | 364   | 142   | 4     | 11       | 16    | --    | 95    | --    | 4     | 69    | --       | .374  | .467     | .648     | 1.115 |
| 1929      | NYY       | 154   | 694   | 553   | 127   | 166   | 32       | 10       | 35       | 323   | 126   | 4     | 3        | 12    | --    | 122   | --    | 5     | 68    | --       | .300  | .431     | .584     | 1.015 |
| 1930      | NYY       | 154   | 703   | 581   | 143   | 220   | 42       | 17       | 41       | 419   | 174   | 12    | 14       | 18    | --    | 101   | --    | 3     | 63    | --       | .379  | .473     | .721     | 1.194 |
| 1931      | NYY       | 155   | 738   | 619   | 163   | 211   | 31       | 15       | 46       | 410   | 184   | 17    | 12       | 2     | --    | 117   | --    | 0     | 56    | --       | .341  | .446     | .662     | 1.108 |
| 1932      | NYY       | 156   | 708   | 596   | 138   | 208   | 42       | 9        | 34       | 370   | 151   | 4     | 11       | 1     | --    | 108   | --    | 3     | 38    | --       | .349  | .451     | .621     | 1.072 |
| 1933      | NYY       | 152   | 687   | 593   | 138   | 198   | 41       | 12       | 32       | 359   | 139   | 9     | 13       | 1     | --    | 92    | --    | 1     | 42    | --       | .334  | .424     | .605     | 1.029 |
| 1934      | NYY       | 154   | 690   | 579   | 128   | 210   | 40       | 6        | 49       | 409   | 165   | 9     | 5        | 0     | --    | 109   | --    | 2     | 31    | --       | .363  | .465     | .706     | 1.171 |
| 1935      | NYY       | 149   | 673   | 535   | 125   | 176   | 26       | 10       | 30       | 312   | 119   | 8     | 7        | 0     | --    | 132   | --    | 5     | 38    | --       | .329  | .466     | .583     | 1.049 |
| 1936      | NYY       | 155   | 719   | 579   | 167   | 205   | 37       | 7        | 49       | 403   | 152   | 3     | 4        | 3     | --    | 130   | --    | 7     | 46    | --       | .354  | .478     | .696     | 1.174 |
| 1937      | NYY       | 157   | 700   | 569   | 138   | 200   | 37       | 9        | 37       | 366   | 159   | 4     | 3        | 0     | --    | 127   | --    | 4     | 49    | --       | .351  | .473     | .643     | 1.116 |
| 1938      | NYY       | 157   | 689   | 576   | 115   | 170   | 32       | 6        | 29       | 301   | 114   | 6     | 1        | 1     | --    | 107   | --    | 5     | 75    | --       | .295  | .410     | .523     | .933  |
| 1939      | NYY       | 8     | 33    | 28    | 2     | 4     | 0        | 0        | 0        | 4     | 1     | 0     | 0        | 0     | --    | 5     | --    | 0     | 1     | 2        | .143  | .273     | .143     | .416  |
| MLB：17年 | MLB：17年 | 2164  | 9663  | 8001  | 1888  | 2721  | 534      | 163      | 493      | 5060  | 1995  | 102   | 100      | 106   | --    | 1508  | --    | 45    | 790   | *2       | .340  | .447     | .632     | 1.080 |

- 「--」は公式記録なし。
- 通算成績の「*数字」は、不明年度があることを示す。
- 各年度の太字はリーグ最高

### タイトル
- 首位打者：1回（1934年）
- 本塁打王：3回（1931年、1934年、1936年）
- 打点王：5回（1927年、1928年、1930年、1931年、1934年）

### 表彰
- シーズンMVP：2回（1927年、1936年）

### 記録
- 三冠王：1回（1934年）
- MLBオールスターゲーム選出：7回（1933年 - 1939年）
- サイクル安打：2回（1934年6月25日、1937年8月1日）
- 満塁本塁打数：23本（歴代2位）

### 背番号
- 4（1923年 - 1939年）